# Центр населённости

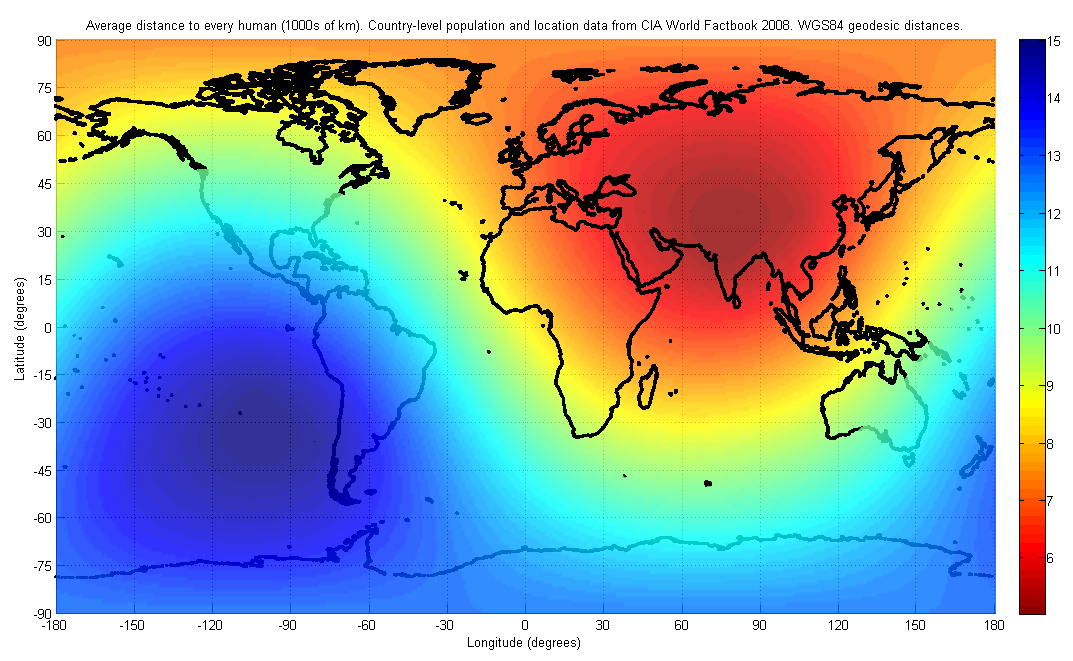
Точка Земли, которая, в среднем, является наиближайшей к каждому жителю нашей планеты, расположена в северной части Южной Азии, её антипод расположен в южной части Тихого океана.

Центр населённости (центр народонаселения) — географическая точка, относительно которой суммарный момент «сил тяжести числа жителей», действующих на систему в рамках какой-либо территориальной единицы, равен нулю. 
Центр населённости является основным показателем центрографического метода изучения населения.
Сила тяжести числа жителей — условная векторная величина, равная в своём скалярном значении количеству людей, зарегистрированных органами статистического наблюдения государства в границах данной административной территории.
Вектор силы тяжести числа жителей направлен к центру Земли и исходит из условной точки, представляющей собою центр тяжести плоской геометрической фигуры, которая является изображением отобранной для расчёта административной территории, и отображённой на физической карте. Из изображения исключаются (вырезаются) фрагменты площади, непригодные для проживания: внутренние водные пространства, болота и горные хребты.
Предполагается, что для небольшого поселения центр народонаселения и географический центр (центр поверхности) совпадают. Считается, эти центры совпадают и для городов, в которых плотность населения принимается равномерной в административных границах территории, и для сельских районов.

## Земля
Важно использовать культурно-нейтральный метод при расчёте показателей для целого мира. Как предписывает Национальный институт изучения демографии (Франция), методология допускает использование только глобуса, и некорректно проводить расчёт по двумерной проекции поверхности Земли (карте). Центр населённости Земли был найден «на перекрёстке между Китаем, Индией, Пакистаном и Таджикистаном», по существу расположен в Афганистане. Абсолютная погрешность расчёта составляет несколько сотен километров, более точное местоположение неизвестно.

## По государствам

### Россия
На данных переписи населения Российской империи — России 1897 года Д. И. Менделеев совместно с сыном Игорем определил центр народонаселения в точке 53°20′ с. ш. 40°43′ в. д. — неподалёку от Козлова (Мичуринска) Тамбовская губерния. Географический центр Империи был ими также определён, и находился тогда в точке 63°29′ с. ш. 83°20′ в. д. (около Туруханска), с учётом того что в Россию входили Привислинский край, Финляндию, и так далее, и граничила Германской, Австро-Венгерской империями, и так далее.
На данных переписи населения Российской Федерации — России 2002 года определены новые координаты: по расчёту В. С. Кусова — 56°48′ с. ш. 51°15′ в. д., по расчёту А. К. Гоголева — 56°34′ с. ш. 53°30′ в. д. (южнее Ижевска).
Принимая координаты географического центра России на 1992 год как 66°25′ с. ш. 94°15′ в. д., можно отметить, что за 105 лет расстояние между центром народонаселения и географическим центром сократилось с примерно 2400 до 1740 км; в 2010 оно составило 1765, и уменьшилось до 1742 км после присоединения Крыма в 2014 году.

### США
В США центр народонаселения исчислялся по методике, отличной от предложенной Менделеевым. Американские данные учёный привёл в книге «К познанию России»: начиная с 1790 года в течение 110 лет расчёты американцами производились подекадно.
Центр народонаселения США за этот период перемещался (по сообщению Д. И. Менделеева в статье «О центре России» (1906 г.) исходная точка — Вашингтон) почти точно по 39-й параллели на запад со скоростью около 79 вёрст за каждые 10 лет, оказавшись к 1900 году в окрестностях города Колумбуса (штат Индиана), то есть в точке 39°9,60′ с. ш. 85°48,90′ з. д. Расстояние между географическим центром и центром населённости сокращалось.

### Германия
В Германии центр населённости расположен в Шпагенберге, Гессен, недалеко от Касселя.